# UHF (film)
UHF is een comedyfilm uit 1989 met in de hoofdrollen "Weird Al" Yankovic, Michael Richards, David Bowe, Victoria Jackson, Fran Drescher, Kevin McCarthy, Gedde Watanabe, Billy Barty, Anthony Geary en Trinidad Silva. De film is geregisseerd door Jay Levey, Yankovic' manager, die samen met hem het scenario schreef. Het werd geproduceerd door Orion Pictures Corporation.

## Achtergrond
De film is een parodie op de Amerikaanse televisie-industrie van rond de jaren zestig tot het moment waarop de film werd gemaakt.
In deze periode was er een duidelijk onderscheid tussen de programmering van de Amerikaanse VHF- en UHF-zenders. De UHF-zenders waren vaak kleine, lokale zenders met een beperkt budget, een klein publiek en een lage kwaliteit.

## Rolverdeling
| Acteur              | Personage          |
| ------------------- | ------------------ |
| "Weird Al" Yankovic | George Newman      |
| Victoria Jackson    | Teri               |
| Michael Richards    | Stanley Spadowski  |
| David Bowe          | Bob                |
| Fran Drescher       | Pamela Finklestein |
| Anthony Geary       | Philo              |
| Billy Barty         | Noodles MacIntosh  |
| Trinidad Silva      | Raul               |
| Gedde Watanabe      | Kuni               |
| Vance Colvig Jr.    | the bum            |
| Kevin McCarthy      | R.J. Fletcher      |

## Verhaal
Harvey Bilchik is een gokverslaafde. Tijdens een pokerspel wint hij het lokale televisiestation "Channel 62". Zijn vrouw stelt hun neefje George Newman aan als nethoofd. George neemt zijn beste vriend Bob aan als zijn assistent.
George is een man van 12 stielen en 13 ongelukken. Hij is een hevige dagdromer en kon daarom in het verleden geen enkele baan lang behouden. Meestal werd hij na enkele dagen ontslagen.
Op zijn eerste werkdag bij "Channel 62" blijkt dat het station failliet is en dat zowat alle bekwame medewerkers het bedrijf ondertussen hebben verlaten. De enigen die overblijven, zijn receptioniste Pamela Finklestein, fotograaf en cameraman Noodeles Macintosh, de excentrieke ingenieur/uitvinder Philo en nog een aantal andere onbekwame medewerkers. George promoveert uit noodzaak Pamela tot reporter en stuurt haar samen met Noodeles MacIntosh op pad. Hun eerste rechtstreekse nieuwsuitzending loopt al compleet de mist in gezien Noodeles een dwerg is en te klein is om met de camera overweg te kunnen.
George beseft dat hij te weinig kennis en ervaring heeft. Daarom gaat hij op bezoek bij R.J. Fletcher, de cynische directeur van de grote kabelzender "Channel 8". R.J. Fletcher is totaal niet geïnteresseerd in het verhaal van George en stuurt hem onmiddellijk weg. Aan de uitgang van het gebouw ontmoet George de naïeve, klunzige, laaggeschoolde, niet-intellectuele klusjesman Stanley Spadowski die zonet bij "Chanel 8" werd ontslagen. Gezien George nog op zoek was naar een klusjesman, neemt hij Stanley in dienst.
Hoewel George verschillende nieuwe programma’s bedenkt, waaronder het kindvriendelijke "Uncle Nutzy's Clubhouse" waar hij en Bob de hoofdrollen tijdens de rechtstreekse uitzending in spelen, blijven de kijkers weg. Ook tijdens de uitzendingen met publiek zit de studio bijna steeds leeg. Door de stress vergeet George de verjaardag van zijn vriendin Teri die de relatie op haar beurt uitmaakt. Tijdens de volgende live-uitzending van "Uncle Nutzy's Clubhouse" geraken George en Bob zo gedeprimeerd dat ze de set verlaten en iets gaan drinken in een verder gelegen café.
Tot hun verbazing zijn alle cafébezoekers met veel enthousiasme aan het kijken naar "Chanel 62". Blijkbaar heeft Stanley de show overgenomen en valt hij enorm in de smaak. George en Bob herleven terug en krijgen nieuwe inspiratie. Ze bedenken nieuwe originele shows en Stanley wordt het gezicht van de zender. "Uncle Nutzy's Clubhouse" wordt geschrapt en vervangen door "Stanley Spadowski's Clubhouse". Vanaf dat ogenblik zitten de studio’s overvol en stijgt het aantal kijkers explosief. Alle programma’s die op "Channel 62" verschijnen, worden kijkcijferhits.
Uiteraard merkt men bij "Channel 8" de plotse populariteit van de concurrerende zender. R.J. Fletcher kan er niet mee leven dat hun grote kabelzender moet onderdoen voor een klein antennestation. Uiteindelijk vindt hij een manier om voorgoed "Channel 62" uit de ether te halen: Harvey Bilchick blijkt net meer dan 75.000 Amerikaanse dollar te hebben verspeeld tijdens een pokerspel. Als Fletcher de zender overkoopt, kan hij deze zonder problemen opdoeken. Trouwens: de lokale wetten bepalen dat men ten hoogste één zender mag hebben.
Wanneer George wordt ingelicht dat "Channel 8" een bod heeft gedaan, belt hij zijn tante met de vraag om nog niet in te gaan op dat aanbod. Hij wil zelf de 75.000 dollar bijeenzamelen en krijgt van zijn tante enkele uren de tijd.
De zender bokst in sneltempo een "telemarathon" in elkaar: in deze rechtstreekse uitzending kunnen mensen naar de zender telefoneren om aandelen te kopen. Zo worden zij mede-eigenaar van de zender. De "telemarathon" start met een gigantisch succes dankzij Stanley zijn fratsen en eindeloze energie. Wanneer Stanley na een reclameblok niet meer op het scherm verschijnt, stoppen de telefonische oproepen. George en enkele medewerkers hebben al snel door wat er aan de hand is: Stanley werd ontvoerd door handlangers van R.J. Fletcher. Daarop beslist George om in te breken bij "Channel 8" om vervolgens Stanly te redden.
Ondertussen is Philo erin geslaagd om in het geheim een opname te maken van een directievergadering van "Channel 8" waarin de ware aard van R.J. Fletcher naar boven komt. In deze speech vergelijkt R.J. Fletcher zijn kijkers met het vuil van de straat. Philo kraakt het signaal van "Channel 8" en stuurt over die frequentie de video-opname uit. De "Channel 8"-kijkers zijn uiteraard niet te spreken en schakelen massaal over naar "Channel 62".
Stanly is net voor het einde van de show terug op "Channel 62", maar men zit nog op een paar duizend dollar van het einddoel. Ondertussen is R.J. Fletcher aangekomen bij "Channel 62". Terwijl hij zich klaarmaakt om het contract van overname te ondertekenen, haalt "Channel 62" zijn einddoel dankzij een bedelaar. R.J. Fletcher had deze bedelaar eerder in de film uitgekafferd en hem een penny gegeven. Die penny bleek een fortuin waard te zijn. Uit wraak van het uitkafferen, heeft de bedelaar de resterende aandelen aangekocht. Ten slotte blijkt dat R.J. Fletcher de hernieuwing van zijn tv-licentie niet tijdig heeft ingediend, waardoor "Channel 8" niet meer mag uitzenden.
Teri is tot het besef gekomen dat ze niet zonder George kan en zoekt hem terug op. Philo is van mening dat zijn taak op aarde er op zit. Hij beslist om zich terug om te muteren tot zijn ware identiteit (een buitenaards wezen) en reist terug naar de (fictieve) planeet Zoltar.

## Filmmuziek
"Weird Al" Yankovic heeft ook een muziek van de film uitgebracht.

## Verwijderde scènes
Op de dvd staat een selectie van 'deleted scenes', volgens Yankovic teruggevonden op een videoband die dertien jaar in zijn huis rondslingerde;
- Een korte scène van Raul die werd aangevallen door zijn poedels tijdens de telethon, deze scène is nooit afgemaakt na de dood van de acteur.
- Een promo van Channel 62 "Those darn Homos" over twee mannen in strakke kleding die elkaar met vliegenmeppers achternazitten.
- Een scène uit de telethon, waarin Dr. Leon Zemlich medisch advies geeft over het kopen van U-62 aandelen: een gratis röntgenfoto van de borststreek en een gratis klysma gevolgd door Al's commentaar "With friends like this, who needs enemas?"
- Een scène waarin Stanley Spadowski zijn hand in een gehaktmolen steekt.
- Een scène waarin Richard Fletcher Noodles Macintosh vernedert.
- Een scène waarin Stanley Spadowski slagroom aan het publiek geeft.
- Een langere versie van Philo's show "Secrets of the Universe" waarin hij een recept geeft voor zelfgemaakt plutonium. Benodigdheden: een eierklutser, een accu en een bakje aardbeienjam. Stop het in de magnetron, twaalf minuten op 8000 graden en dan, "leave your house for several hours". Volgens Yankovic was de scène gesneuveld "because the timing...just...wasn't...slow...enough".
- George die een lening wordt geweigerd. De bankier blijkt een handlanger van R.J. te zijn.
- Een "romantische" scène met George en Teri.
- Een langere versie van de scène waarin George en Teri het station voor de eerste keer bezoeken.
- Een langer optreden van de Kipper Kids (de mannen met de enorme kinnen) in de telethon.
- Kuni die vertelt hoe hij George op tijd vond om hem te redden.